# Fira del Llibre del Brussel·les
La Foire du Livre de Bruxelles és una fira anual del llibre que té lloc al febrer o al març als edificis de Tour & Taxis (des de 2005) a Brussel·les. Anteriorment solia tenir lloc a l'ara enderrocat Centre Rogier de la mateixa ciutat, entre Rogierplein i l'estació del nord. L'edició de 2009 (5–9 de març) va ser la 39a edició; la 40a edició va tenir lloc del 4 al 8 de març de 2010. Hi ha estands d'editorials i d'altres tipus d'organitzacions (biblioteques públiques, Ministeri de la Comunitat Francesa, RTBF, Amnistia Internacional, universitats), un programa de debats i conferències, i exposicions. Segons la fitxa de premsa del 2009, la fira atrau 70.000 visitants. Entre 2020 i 2022 no es va celebrar degut al coronavirus.